# وستن مک‌کنی
وستون جیمز ارل مک‌کنی (انگلیسی: Weston McKennie؛ زادهٔ ۲۹ اوت ۱۹۹۸) بازیکن فوتبال اهل آمریکا است که برای باشگاه یوونتوس بازی می‌کند.
وی همچنین در تیم ملی فوتبال آمریکا بازی می‌کند.

## جوانان
وستون مک کنی در تگزاس بزرگ شد اما ۳ سال را در کایزرسلاوتن آلمان بین ۶ تا ۹ سال گذراند و قبل از بازگشت به ایالات متحده، در سال ۲۰۰۴ فوتبال را برای باشگاه محلی فونیکس اتربچ شروع کرد.
در فوریه سال ۲۰۱۶، مک کنی نامه بازی ملی را برای بازی در دانشگاه ویرجینیا امضا کرد، اما وی متعاقباً پیشنهاد بورس تحصیلی را برای بازی در کاوالیرز رد کرد و در عوض به دنبال حرفه ای شدن بود.

## دوران باشگاهی
در ژوئیه سال ۲۰۱۶ مک کنی شانس امضای قرارداد با اف سی دالاس را رد کرد. او در اوت ۲۰۱۶ به تیم شالکه در بوندس لیگا پیوست. بعد از گذراندن کمتر از یک سال با تیم آکادمی شالکه، مک کنی در ماه مه ۲۰۱۷ به تیم اول ارتقاء یافت. او اولین بازی حرفه ای خود را در ۲۰ مه ۲۰۱۷ به عنوان یک بازیکن تعویضی در دقیقه ۷۷ در جریان تساوی ۱–۱ با اینگول اشتات انجام داد. این تنها حضور وی در فصل ۲۰۱۶–۱۷ بود.
مک کنی اولین بازی ثابت خود را در سپتامبر ۲۰۱۷ انجام داد و مدت کوتاهی پس از آن قرارداد ۵ ساله امضا کرد. او فصل ۲۰۱۷–۱۸ را با ۲۵ بازی در همه مسابقات به پایان رساند.

## دوران ملی
مک کنی با تیم‌های مختلف جوانان ایالات متحده از جمله تیم‌های ملی زیر ۱۷ سال و زیر ۲۰ سال بازی کرده‌است. مک کنی نخستین فراخوان تیم بزرگسالان خود برای بازی دوستانه ایالات متحده در مقابل پرتغال را در ۱۴ نوامبر ۲۰۱۷ کسب کرد و در اولین بازی خود موفق به گلزنی شد.
اولین پاس بین‌المللی مک کنی در بازی افتتاحیه جام طلایی کونکاکاف ۲۰۱۹ برابر گویان در آلیانز فیلد در سنت پاول، مینسوتا رخ داد. مک کنی در تاریخ ۳۰ ژوئن ۲۰۱۹ یک گل به خودی را به ثمر رساند تا آنها به یک شکست یک بر صفر در مرحله یک چهارم نهایی جام طلایی مقابل کوراسائو برسند. مک کنی در دقیقه ۱۹ بازی مقابل جامائیکا در جام طلایی کونکاکاف ۲۰۱۹ دومین گل ملی خود را به ثمر رساند.
در تاریخ ۱۲ اکتبر ۲۰۱۹، مک کنی سریع‌ترین هت تریک در تاریخ ایالات متحده را به ثمر رساند و در سیزده دقیقه در بازی مقابل کوبا در لیگ ملت‌های کونکاکاف سه گل زد.

## افتخارات

### باشگاهی
یوونتوس
- کوپا ایتالیا (۱): ۲۱–۲۰۲۰[۴]
- سوپر جام (۱): ۲۰۲۰[۵]

### ملی
ایالات متحده
- لیگ ملت‌های کونکاکاف (۱): ۲۰–۲۰۱۹
- جام طلایی کونکاکاف نایب‌قهرمانی (۱): ۲۰۱۹[۵]